# لیگ برتر والیبال مردان ایران ۱۳۸۶
لیگ برتر والیبال ایران ۱۳۸۶ یازدهمین دوره لیگ برتر والیبال ایران می‌باشد. در پایان پیکان به قهرمانی این دوره از لیگ رسید.

## جدول رده‌بندی
|      |                     |          | بازی‌‌‌ها | بازی‌‌‌ها | بازی‌‌‌ها | میانگین امتیازات | ست‌ها | ست‌ها | ست‌ها    | صعود یا سقوط                        |
| رتبه | تیم                 | امتیازات | بازی   | برد    | باخت   | میانگین امتیازات | برد  | باخت | میانگین | صعود یا سقوط                        |
| ---- | ------------------- | -------- | ------ | ------ | ------ | ---------------- | ---- | ---- | ------- | ----------------------------------- |
| ۱    | پیکان تهران         | ۴۵       | ۲۴     | ۲۱     | ۳      | ۱.۱۵۸            | ۶۶   | ۱۸   | ۳.۶۶۷   | صعود به قهرمانی باشگاه‌های آسیا ۲۰۰۸ |
| ۲    | سایپا تهران         | ۴۴       | ۲۴     | ۲۰     | ۴      | ۱.۰۸۹            | ۶۴   | ۲۸   | ۲.۲۸۶   |                                     |
| ۳    | پگاه ارومیه         | ۴۲       | ۲۴     | ۱۸     | ۶      | ۱.۰۹۱            | ۵۸   | ۳۲   | ۱.۸۱۳   |                                     |
| ۳    | پتروشیمی بندر امام  | ۳۹       | ۲۴     | ۱۵     | ۹      | ۱.۰۴۶            | ۵۲   | ۳۶   | ۱.۴۴۴   |                                     |
| ۴    | پردیس متحد قزوین    | ۳۶       | ۲۴     | ۱۲     | ۱۲     | ۱.۰۲۵            | ۵۱   | ۴۹   | ۱.۰۴۱   |                                     |
| ۵    | شهرداری همدان       | ۳۶       | ۲۴     | ۱۲     | ۱۲     | ۰.۹۸۰            | ۴۳   | ۵۱   | ۰.۸۴۳   |                                     |
| ۶    | بانک صادرات مشهد    | ۳۴       | ۲۴     | ۱۰     | ۱۴     | ۱.۰۰۰            | ۴۱   | ۵۲   | ۰.۷۸۸   |                                     |
| ۷    | اتکا تهران          | ۳۴       | ۲۴     | ۱۰     | ۱۴     | ۰.۹۹۲            | ۴۷   | ۵۳   | ۰.۸۸۷   |                                     |
| ۸    | استیل‌آذین تهران     | ۳۴       | ۲۴     | ۱۰     | ۱۴     | ۰.۹۸۱            | ۴۳   | ۵۲   | ۰.۸۲۷   | سقوط به لیگ دسته اول                |
| ۹    | استقلال گنبد        | ۳۳       | ۲۴     | ۹      | ۱۵     | ۰.۹۲۹            | ۳۸   | ۵۶   | ۰.۶۷۹   |                                     |
| ۱۰   | سنگ آهن بافق        | ۳۲       | ۲۴     | ۸      | ۱۶     | ۰.۹۶۹            | ۳۹   | ۵۳   | ۰.۷۳۶   |                                     |
| ۱۱   | گل‌گهر سیرجان        | ۲۹       | ۲۴     | ۵      | ۱۹     | ۰.۹۰۲            | ۳۰   | ۶۴   | ۰.۴۶۹   |                                     |
| ۱۲   | هیئت والیبال ارومیه | ۲۹       | ۲۴     | ۶      | ۱۸     | ۰.۸۸۷            | ۳۳   | ۶۱   | ۰.۵۴۱   | سقوط به لیگ دسته اول                |

- تیم استیل آذین تهران به عنوان بدترین تیم تهرانی به دسته اول سقوط کرد.

## رده‌بندی نهایی
| رتبه | تیم                 |
| ---- | ------------------- |
| 1    | پیکان تهران         |
| 2    | سایپا تهران         |
| 3    | پگاه ارومیه         |
| 3    | پتروشیمی بندر امام  |
| ۴    | پردیس متحد قزوین    |
| ۵    | شهرداری همدان       |
| ۶    | بانک صادرات مشهد    |
| ۷    | اتکا تهران          |
| ۸    | استیل‌آذین تهران     |
| ۹    | استقلال گنبد        |
| ۱۰   | سنگ آهن بافق        |
| ۱۱   | گل‌گهر سیرجان        |
| ۱۲   | هیئت والیبال ارومیه |

|  | راه‌یافته به قهرمانی باشگاه‌های آسیا ۲۰۰۸ |

|  | راه‌یافته به دسته اول |

| قهرمان فصل ۱۳۸۶ لیگ برتر ایران |
| ------------------------------ |
| پیکان تهران هشتمین قهرمانی     |

|  |  |